# 象限

二次元には四つの象限が存在する（四分儀と呼ばれる）

数学の幾何学において、象限（しょうげん、英: orthant）あるいは超八分儀（hyperoctant）とは、平面における四分儀（quadrant）あるいは三次元における八分儀などのようなもので、n-次元ユークリッド空間において定義される。
一般に、n-次元象限は n 個の相互直交半空間である。半空間の符号を置換することで、n-次元空間には 2n 個の象限が存在する。
より具体的に、Rn 内の閉象限（closed orthant）は、各デカルト座標系を非負あるいは非正に制限することで定義される部分集合である。そのような部分集合は、次の不等式の系として定義される：
ε1x1 ≥ 0      ε2x2 ≥ 0     · · ·     εnxn ≥ 0,
ここで各 εi は +1 か −1 のいずれかである。
同様に、Rn 内の開象限（open orthant）は、狭義の不等式
ε1x1 > 0      ε2x2 > 0     · · ·     εnxn > 0,
の系として定義される。ここで各 εi は +1 か −1 のいずれかである。
次元によって、次のように呼ばれる：
1. 一次元では、象限は半直線である。
2. 二次元では、象限は四分儀である。
3. 三次元では、象限は八分儀である。

ジョン・ホートン・コンウェイは、各象限ごとに一つ、計 2n 個の単体ファセットを持つ n-次元正多胞体に対して、 n-正軸体（orthoplex）という語を定義した。